# Fascio di rette iperboliche
Nella geometria di Lobacevskij sono definiti tre tipi di rette iperboliche (rette secanti, rette parallele, rette iperparallele. Esse definiscono  tre tipi di fasci di rette:
Fasci del I tipo:  insieme di rette passanti per uno stesso punto (centro del fascio);
Fasci del II tipo:  tutte le rette del piano perpendicolari ad una retta data (detta asse del fascio);
Fasci del III tipo: tutte le rette del piano parallele nello stesso verso ad una retta data.
I tre fasci godono delle seguenti proprietà comuni:
Proprietà 1:  Due rette individuano univocamente un fascio;
Proprietà 2:  Dato un fascio di rette, per ogni punto del piano (che non sia il centro del fascio del primo tipo) passa una ed una sola retta del fascio.
Ponendo per convenzione che:
- Tutte le rette di un fascio del II tipo hanno in comune un punto ideale;
- Tutte le rette di un fascio del III tipo hanno in comune un punto improprio

Si può affermare che due rette del piano hanno sempre in comune uno ed un solo punto (proprio se sono incidenti, improprio se sono parallele, ideale se sono iperparallele).
Affinché valga anche nel piano iperbolico il seguente teorema:
Teorema 1:  per due punti qualunque del piano iperbolico passa una ed una sola retta,
bisogna definire due nuove rette:
- Retta ideale passante per A: dato un punto reale A, è il luogo dei punti ideali individuati dai fasci del II tipo aventi asse passante per A;
- Retta impropria individuata da  P: dato un punto improprio P, è il luogo di punti formato da P e dai punti ideali individuati dai fasci del II tipo aventi per asse una retta passante per P.

In questo modo il teorema 1 è valido anche nel piano iperbolico ed in particolare  le situazioni sono rappresentate nella seguente tabella:
|                                                                 | Proprio A       | improprio (scelto su uno dei due versi definiti su una retta r) | ideale (con asse a)                                                                                          |
| --------------------------------------------------------------- | --------------- | --------------------------------------------------------------- | --- |
| proprio B                                                       | retta usuale AB | retta per B e parallela a r nel verso indicato                  | retta per B e perpendicolare ad a                                                                            |
| improprio (scelto su uno dei due versi definiti su una retta s) | //              | retta parallela ad r ed s nei due versi                         | retta impropria                                                                                              |
| ideale (con asse b)                                             | //              | //                                                              | *perpendicolare comune ad a e b, se a,b sono iperparallele; *retta ideale se a,b, sono incidenti o parallele |

## Linee fondamentali della geometria iperbolica piana
Definiamo la seguente relazione tra i punti del piano Iperbolico:
Definizione:  Dato un fascio di rette iperboliche, due punti sono corrispondenti rispetto al  fascio di rette se sono situati in posizione simmetrica rispetto ad una retta del fascio.
La relazione così introdotta è una relazione di equivalenza (gode delle proprietà riflessiva, simmetrica, transitiva).
Dato un fascio di rette nel piano iperbolico ed un punto P, se P non è il centro di un fascio del I tipo o non è un punto dell'asse di un fascio del II tipo, è possibile determinare il luogo dei punti corrispondenti a P nei vari tipi di fasci. In particolare per:
Fasci del primo tipo:  il luogo dei punti corrispondenti è una circonferenza  avente per centro il centro del fascio;
Fasci del secondo tipo: il luogo dei punti  è una linea equidistante dall'asse del fascio. Tale curva è detta iperciclo  o linea equidistante;
Fascio del terzo tipo: la curva ottenuta è detta curva limite o orociclo.
Vale la seguente:
Proprietà:  Per tre punti del piano iperbolico non allineati passa sempre uno ed una sola circonferenza, o un iperciclo  o un orociclo.
La dimostrazione segue dai seguenti tre lemmi:
Lemma I: Tre punti qualsiasi di un cerchio, iperciclo o orociclo non sono mai in linea retta;
Lemma II: Due punti qualunque di un cerchio, iperciclo o orociclo sono punti corrispondenti rispetto al fascio relativamente al quale la curva è stata calcolata;
Lemma III: Tre punti distinti del piano non allineati, individuano uno ed un solo fascio.
Osserviamo che  l'orociclo non è una linea retta, pertanto nel piano iperbolico il luogo dei punti equidistanti da una retta non è una retta.